# Anisozyga saturataria
Anisozyga saturataria är en fjärilsart som beskrevs av Walker 1866. Anisozyga saturataria ingår i släktet Anisozyga och familjen mätare. Inga underarter finns listade i Catalogue of Life.